# Kraví Hora (hrad)
Zřícenina hradu Kraví Hora se nachází na jihovýchod od obce Kuroslepy, nad řekou Oslavou, nedaleko jejího soutoku s Chvojnicí. Je chráněna jako kulturní památka České republiky. V blízkosti se nachází také hrad Levnov.

## Historie
První písemná zmínka o hradu pochází z listiny z roku 1367. Tehdy se objevuje v přídomku Ješka z Náchoda, který přibližně od roku 1349 vlastnil obec Kuroslepy. Jeho syn Ješek hrad prodal Šelmberkům. Přídomek však páni z Náchoda používali nějakou dobu poté. Při markraběcích válkách mezi Joštem a Prokopem ovládal hrad Jindřich ze Šelmberka, který zde nechával působit loupeživou družinu řádící hlavně na statcích vlastněných benediktinským klášterem v Třebíči. Přítomnost početné bojové družiny napojené na Jana Sokola z blízkého Lamberka potvrdily v předpolí hradu nálezy zbraní, jezdeckého náčiní, kovářských výrobků a keramiky. Na hradě působilo několik nechvalně známých mužů té doby, jako Hynek Suchý Čert, bratři Jindřich a Petr Zajímači z Kunštátu, Vilém Sudlice, Jan Klát přezvídaný "velmistr zločinců", Vlček z Vlčic zvaný Šibal. Součásti této společnosti byl nějakou dobu i Jan Žižka, který byl spolu se čtyřmi dalšími muži z posádky Kraví hory obviněn, že přepadl tři jihlavské sousedy. V dubnu 1409 zakročili proti loupežnickým hnízdům na Kraví hoře a Rabštejně moravští stavové, oba hrady oblehli a dobyli. Kraví Hora, která zřejmě byla hlavním sídlem, to odnesla více, zajatci byli odvedeni do Brna a jako zemští škůdci popraveni. Dalším majitelem Kraví Hory byl Jan Komorovský z Komorovic, naposledy zmiňovaný v roce 1459, po němž hrad od krále Jiřího získal Matěj z Náchoda a Březníku. Část statku připadl pánům z Kralic, což vyvolalo spor, ze kterého po smrti Matěje roku 1492 vyšli vítězně Kraličtí. V listině z roku 1494, v níž král Vladislav II. potvrzuje hrad a Kuroslepy jako majetek Bluda z Kralic, je hrad zmiňován jako pustý.

## Architektura
Hrad byl chráněn ze třech stran hlubokým příkopem, valem a hradbami. Ze západní strany roklinou a z jižní strany skalnatým srázem. Ze západní strany byl hrad přístupný přes padací most do hranaté bašty. Jádrem hradu byla válcová věž o průměru 5,5 metru. Její torzo se dodnes tyčí do výšky asi pěti metrů.

## Pověsti
Podle pověstí, které zaznamenal Václav Hájek z Libočan, se po pádu Velkomoravské říše měli Moravané před Uhry skrývat mimo jiné také na hradě Kraví Hora. Jeden z těchto moravských rodů se pak měl podle hradu psát – z Kraví Hory.

## Dostupnost
Hrad je dostupný po červené turistické značce od osady Sedlečko do Ketkovic.